# Olympische Sommerspiele 2016/Fußball/Deutschland
Dieser Artikel behandelt die deutsche Fußballnationalmannschaft der Frauen bei den Olympischen Sommerspielen 2016 in Rio de Janeiro.

## Qualifikation
Im Gegensatz zu den anderen Kontinentalverbänden der FIFA führt die UEFA keine gesonderte Olympiaqualifikation durch. Der europäische Verband vergab die drei Plätze an die erfolgreichsten europäischen Teilnehmer der Weltmeisterschaft 2015. Die Qualifikation für die Olympischen Spiele wurde schon durch den Einzug in das Viertelfinale erreicht.

### Kader
Kader für die Olympischen Spiele: Zudem reisten vier Reservespielerinnen mit nach Brasilien, die bei Ausfällen nachnominiert werden konnten.
Bereits für die Vorbereitung im Juni konnten Lena Lotzen, die sich noch im Aufbautraining befand, sowie Anna Blässe, die aus gesundheitlichen Gründen absagen musste, nicht berücksichtigt werden.
| Nummer     | Name               | Geburtsdatum       | Debüt | Verein                 | Einsätze | Tore | Turnier-Einsätze | Turnier-Tore |
| Tor        | Tor                | Tor                | Tor   | Tor                    | Tor      | Tor  | Tor              | Tor          |
| ---------- | ------------------ | ------------------ | ----- | ---------------------- | -------- | ---- | ---------------- | ------------ |
| 18         | Laura Benkarth     | 14. Oktober 1992   | 2015  | SC Freiburg            | 2        | 0    | 0                | 0            |
| 01         | Almuth Schult      | 9. Februar 1991    | 2012  | VfL Wolfsburg          | 35       | 0    | 6                | 0            |
| Abwehr     |                    |                    |       |                        |          |      |                  |              |
| 03         | Saskia Bartusiak   | 9. September 1982  | 2007  | 1. FFC Frankfurt       | 101      | 3    | 6                | 1            |
| 02         | Josephine Henning  | 8. September 1989  | 2010  | FC Arsenal             | 31       | 0    | 2                | 0            |
| 12         | Tabea Kemme        | 14. Dezember 1991  | 2013  | 1. FFC Turbine Potsdam | 35       | 1    | 6                | 0            |
| 05         | Annike Krahn       | 1. Juli 1985       | 2005  | Bayer Leverkusen       | 137      | 5    | 6                | 0            |
| 04         | Leonie Maier       | 29. September 1992 | 2013  | FC Bayern München      | 46       | 6    | 5                | 0            |
| 14         | Babett Peter       | 12. Mai 1988       | 2006  | VfL Wolfsburg          | 98       | 5    | 1                | 0            |
| Mittelfeld |                    |                    |       |                        |          |      |                  |              |
| 07         | Melanie Behringer  | 18. November 1985  | 2005  | FC Bayern München      | 123      | 34   | 6                | 5            |
| 13         | Sara Däbritz       | 15. Februar 1995   | 2013  | FC Bayern München      | 36       | 8    | 5                | 3            |
| 08         | Lena Goeßling      | 8. März 1986       | 2008  | VfL Wolfsburg          | 92       | 10   | 6                | 0            |
| 19         | Svenja Huth        | 25. Januar 1991    | 2011  | 1. FFC Turbine Potsdam | 22       | 0    | 2                | 0            |
| 17         | Isabel Kerschowski | 22. Januar 1988    | 2007  | VfL Wolfsburg          | 12       | 3    | 4                | 0            |
| 06         | Simone Laudehr     | 12. Juli 1986      | 2007  | FC Bayern München      | 99       | 26   | 1                | 0            |
| 16         | Melanie Leupolz    | 14. April 1994     | 2013  | FC Bayern München      | 48       | 8    | 6                | 1            |
| Angriff    |                    |                    |       |                        |          |      |                  |              |
| 15         | Mandy Islacker     | 8. August 1988     | 2015  | 1. FFC Frankfurt       | 11       | 3    | 3                | 0            |
| 10         | Dzsenifer Marozsán | 18. April 1992     | 2010  | Olympique Lyon         | 66       | 30   | 6                | 1            |
| 11         | Anja Mittag        | 16. Mai 1985       | 2004  | Paris Saint-Germain    | 144      | 46   | 6                | 0            |
| 9          | Alexandra Popp     | 6. April 1991      | 2010  | VfL Wolfsburg          | 74       | 35   | 6                | 1            |

1. ↑  Stand: 31. Mai 2016.
2. 1 2  Stand: 19. August 2016 nach dem Spiel gegen Schweden.
3. ↑  Zudem 2 Eigentore gegnerischer Spielerinnen.
4. ↑  Für Simone Laudehr zum Viertelfinale von den Ersatzspielerinnen nachnominiert.

### Ersatz
| Nr.        | Name              | Geburtsdatum     | Debüt | Verein           | Einsätze | Tore | Letzter Einsatz  |
| Tor        | Tor               | Tor              | Tor   | Tor              | Tor      | Tor  | Tor              |
| ---------- | ----------------- | ---------------- | ----- | ---------------- | -------- | ---- | ---------------- |
| 22         | Lisa Weiß*        | 29. Oktober 1987 | 2010  | SGS Essen        | 1        | 0    | 17. Februar 2010 |
| Defensive  |                   |                  |       |                  |          |      |                  |
| 21         | Kathrin Hendrich* | 6. April 1992    | 2014  | 1. FFC Frankfurt | 10       | 0    | 8. April 2016    |
| Mittelfeld |                   |                  |       |                  |          |      |                  |
| 20         | Lina Magull*      | 15. August 1994  | 2015  | SC Freiburg      | 5        | 2    | 22. Juli 2016    |

## Spiele

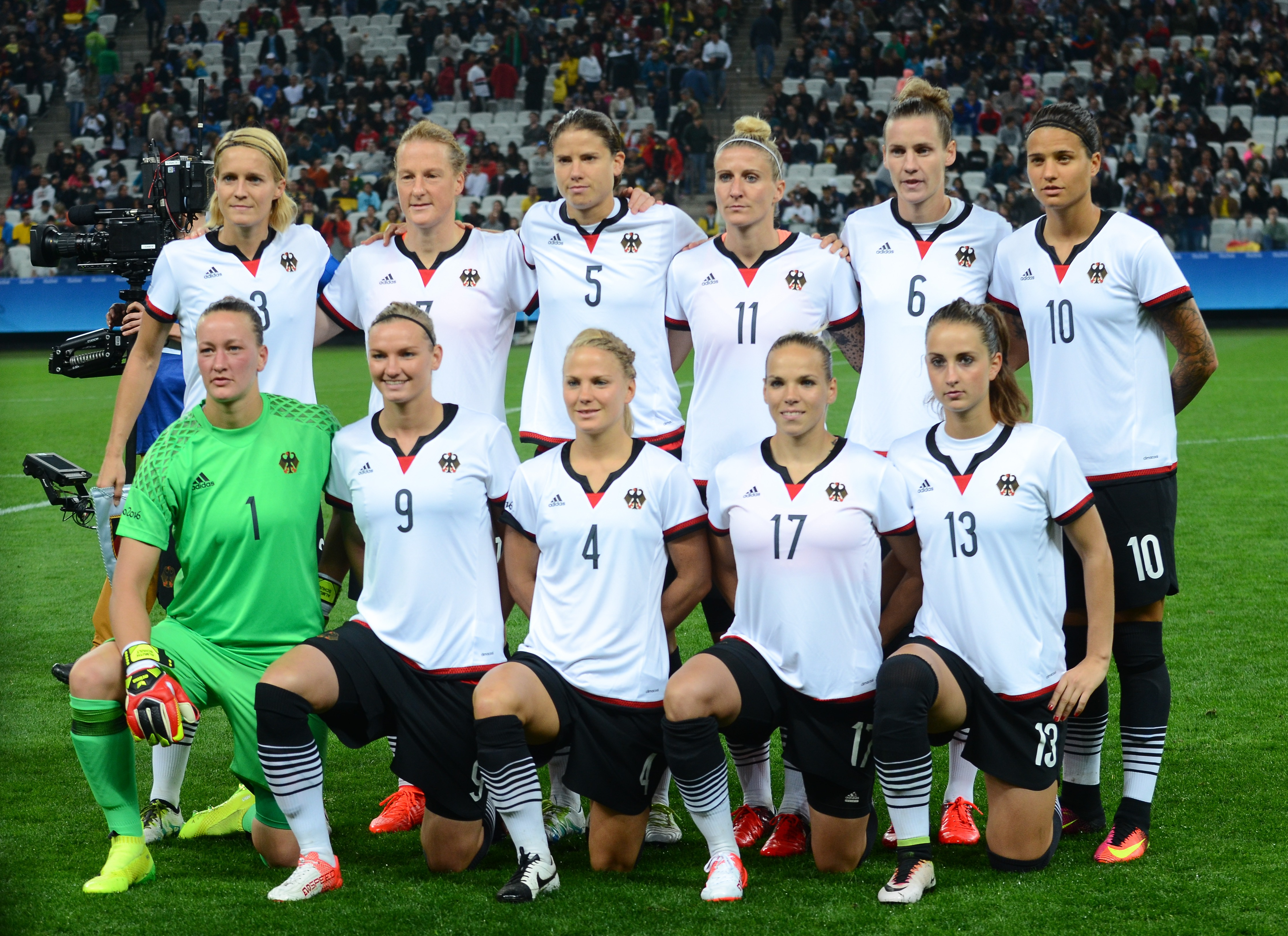
Die Nationalmannschaft vor dem ersten Gruppen-Spiel gegen Simbabwe

Die deutsche Mannschaft traf in ihrer Vorrundengruppe auf Olympianeuling Simbabwe, Australien und Kanada. Nach einem 6:1 im Auftaktspiel gegen die Afrikanerinnen, bei dem Simone Laudehr schon früh verletzt nach einem Foul ausschied und auch für die restlichen Spiele ausfiel, reichte es gegen Australien nur zu einem 2:2 nach 0:2-Rückstand. Gegen Kanada ging die Mannschaft zwar früh durch einen von Melanie Behringer verwandelten Elfmeter in Führung, kassierte aber erstmals gegen die Kanadierinnen zwei Gegentore und konnte selber kein weiteres Tor schießen. Damit wurde erstmals gegen die Kanadierinnen verloren, die sich als einzige Mannschaft ohne Punktverlust den Gruppensieg sicherten. Da Australien gegen Kanada mit 0:2 verloren hatte und gegen Simbabwe auch mit 6:1 gewann, wurde die deutsche Mannschaft dennoch Gruppenzweiter. Im Viertelfinale wurde China mit 1:0 bezwungen, so dass es im Halbfinale zur Revanche gegen Kanada kam. Mit einem 2:0-Sieg glückte einerseits die Revanche und andererseits wurde erstmals das Finale bei den Olympischen Spielen erreicht. Im ersten rein europäischen Finale wurde Schweden mit 2:1 bezwungen und damit erstmals die Goldmedaille gewonnen. Zudem war Melanie Behringer mit fünf Toren – darunter zwei verwandelte Elfmeter – beste Torschützin des Turniers. Mit dem Finale endete die Tätigkeit von Silvia Neid als Bundestrainerin, die als bisher einzige Trainerin ihre Mannschaften zu Olympiasieg, Kontinentalmeisterschaft und Weltmeisterschaft führen konnte.